# 蒙加亚尔
蒙加亚尔（法語：Montgailhard，法語發音：[mɔ̃ɡajaʁ] ⓘ；2022年之前拼作）是法国阿列日省的一个市镇，属于富瓦区。

## 地理
蒙加亚尔（42°56'4"N, 1°38'5"E）面积7.93 平方千米，位于法国奧克西塔尼大區阿列日省，该省份为法国西南部内陆省份，西部和北部与上加龙省接壤，东临奥德省，东南至东比利牛斯省接壤，南与安道尔和西班牙接壤。
与蒙加亚尔接壤的市镇（或旧市镇、城区）包括：阿列日河畔费里耶尔、富瓦、普拉迪耶尔、普拉约勒、圣保罗德雅拉、苏拉。
蒙加亚尔的时区为UTC+01:00、UTC+02:00（夏令时）。

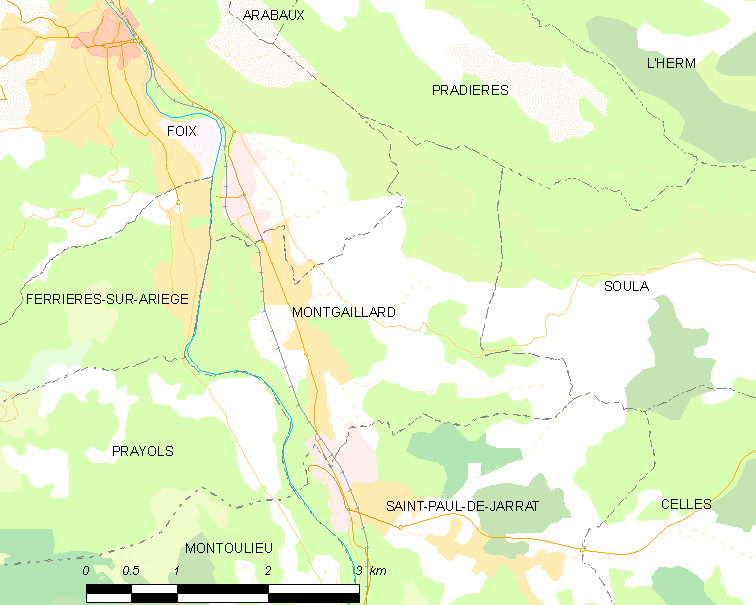
蒙加亚尔的OSM定位图

## 行政
蒙加亚尔的邮政编码为09330，INSEE市镇编码为09207。

## 政治
蒙加亚尔所属的省级选区为富瓦县。

## 人口

1962-2008年间蒙加亚尔人口变化图示

蒙加亚尔于2022年1月1日时的人口数量为1456人。